# 1.577
1.577 – dziewiąty album studyjny polskiej grupy muzycznej Myslovitz i jednocześnie pierwszy nagrany z nowym wokalistą – Michałem Kowalonkiem. Płytę zwiastował singel „Trzy sny o tym samym”, a aktualnie promuje singiel „Prędzej później dalej”. Tytuł płyty pochodzi od liczby słów w tekstach piosenek składających się na ten album.

## Lista utworów
Źródło.
1. „Telefon” – 6:18
2. „Prędzej później dalej” – 4:18
3. „Wszystkie ważne zawsze rzeczy” – 3:49
4. „Koniec lata” – 5:04
5. „Trzy procent” – 4:08
6. „Jaki to kolor?/GFY” – 3:19
7. „Jaki to kolor?/4.00” – 4:31
8. „Trzy sny o tym samym” – 5:08
9. „Szum” – 3:45
10. „Być jak John Wayne” – 7:44